# Бурундуково
Бурундуково (рос. Бурундуково) — присілок у Куйбишевському районі Новосибірської області Російської Федерації.
Входить до складу муніципального утворення Отрадненська сільрада. Населення становить 79 осіб (2010).

## Історія
Згідно із законом від 2 червня 2004 року органом місцевого самоврядування є Отрадненська сільрада.

## Населення
| 1926 | 2002 | 2007 | 2010 |
| ---- | ---- | ---- | ---- |
| 401  | ↘126 | ↗136 | ↘79  |